# برومو الأسيتون
برومو الأسيتون هو مركب عضوي برومي صيغته C3H5BrO، ويوجد في الشروط القياسية على هيئة سائل عديم اللون. لهذا المركب تأثير مسيل للدموع.

## التحضير
يوجد هذا المركب طبيعياً بنسبة أقل من 1% في الزيت العطري للأعشاب البحرية Asparagopsis taxiformis المنتشرة بالقرب من الجزر الهاوايية.
يحضر هذا المركب مخبرياً من تفاعل الأسيتون مع البروم:
ينبغي أن لا يجرى التفاعل بوجود وسط قاعدي، إذ بوجود قاعدة كيميائية يتشكل البروموفورم وفق تفاعل تفاعل هالوفورم.

## الخواص
يوجد المركب في الشروط القياسية على هيئة سائل عديم اللون، وهو لا يمتزج مع الماء.

## الاستخدامات
نظراً لسميته فلم يعد مركب برومو الأسيتون مستخدماً ضمن العوامل المسيلة للدموع.